# Tenafly
Tenafly es un borough ubicado en el condado de Bergen en el estado estadounidense de Nueva Jersey. En el año 2010 tenía una población de 14.488 habitantes y una densidad poblacional de 1073,19 personas por km².

## Geografía
Tenafly se encuentra ubicado en las coordenadas 40°55′20″N 73°57′50″O / 40.92222, -73.96389.

## Demografía
Según la Oficina del Censo en 2007 los ingresos medios por hogar en la localidad eran de $109,887 y los ingresos medios por familia eran $624,656. Los hombres tenían unos ingresos medios de $292,678 frente a los $161,990 para las mujeres. La renta per cápita para la localidad era de $62,230. Alrededor del 3.1% de la población estaba por debajo del umbral de pobreza.